# Хасан-паша (правитель Ирака)
Хасан-паша (араб. حسن باشا الكركوكلي‎; ум. 1779) — правитель Ирака (1778—1779) из мамлюкской династии.

## Предыстория
В 1638 году Мурад IV взял Багдад и установил контроль над междуречьем Тигра и Ефрата. В XVII веке конфликты с Персией ослабили силы Османской империи в Ираке. Ослабление центральной власти в Ираке привело к усилению племенной знати и вылилось в обострение вражды между суннитами и шиитами. Положение ухудшилось после вторжения племен бедуинов из Аравии. Бедуинские налёты на Ирак сильно разрушали экономику провинции. Курды под предводительством династия Бабан подняли восстание и начала вооружённые действия против османских войск, вскоре они овладели всем Иракским Курдистаном. Между 1625 и 1668 годами и с 1694 по 1701 год местные шейхи из рода Сиябов правили Басрой как независимые правители и игнорировали власть османского паши в Багдаде. Для наведения порядка в Ирак был отправлен Вали Карамании мамлюк грузинского происхождения Хасан Паша. С момента его назначения пашей Багдада начинается история мамлюкской династии в Ираке. Хасан Паша улучшил управление страной, наладил работу чиновничьего аппарата и обороноспособность провинции. Его сын и преемник Ахмад Паша продолжал политику отца, при нём было создано элитное подразделение состоящее из мамлюков «Грузинская гвардия». При преемнике и зяте Ахмада Паши Сулеймане-паше Абу-Лейле Ирак превратился в практически независимую провинцию. После смерти Сулеймана-паши Абу-Лейлы было семеро кандидатов на преемственность, и все они были из мамлюков. Спор за право наследовать Абу-Лейле привел к конфликту между претендентами в котором победил Омар-паша. После того как Омар-паша был низложен и убит власть губернатором был назначен Мустафа-паша. Мустафа-паша правил девять месяцев после чего султан приказал вали Диарбекира Абдулле-паше низложить губернатора. Мустафа-паша был пленен и казнен в Диарбекире в 1776 году. Абдулла-паша был назначен губернатором Багдадского пашалыка, однако правление его оказалось на долгим ион умер в следующем 1777 году не оставив после себя наследника. За право управлять Багдадом соревновались два претендента Мухаммед аль-Аджми и Исмаил-ага. Борьба за власть в Багдаде продолжалась более пяти месяцев, пока из Стамбула не прибыл ставленник султана Хасан-паша, который стал правителем пашалыка.

## Биография
Хасан-паша был также мамлюком по происхождению. После смерти Абдуллы-паши в 1777 году в Багдаде за власть соревновались два претендента — Мухаммед аль-Аджми и Исмаил-ага; столкновения между их сторонниками продолжались в течение почти пяти месяцев. В мае 1778 года в Багдад приехал Хасан-паша, который получил от Османского султана полномочия на Багдад. Мохаммед Аль-аджами и Ахмад Ага бежали из Багдада в Дияла. В конце 1778 года Хасану-паше вместе с Сулейманом-пашей удалось захватить у персов Басру, после этого Хасан-паша был назначен её вали. Победа над персами была одержана по причине смерти Карим-хана в городе Шираз 13 марта 1779 года.
В конце октября 1779 года в Багдаде опять вспыхнуло восстание. Повстанцы построили баррикады и нападали на правительственные здания. Хасан-паша под покровом ночи покинул цитадель и бежал в Диярбакыр, где вскоре скончался, заболев «загадочной болезнью».